# سیارک ۱۰۸۳۴
سیارک ۱۰۸۳۴ (به انگلیسی: 10834 Zembsch-Schreve، نامگذاری:1993VU5) ده هزار و هشتصد و سی و چهارمین سیارک کشف شده‌است که در ۸ نوامبر ۱۹۹۳ کشف شد.
قدر مطلق سیارک برابر ۲۰.۴ است.